# Макарија
Макарија је у грчкој митологији било име једног божанства и једне хероине.

## Етимологија
Име Макарија има значење „благословена“.

## Божанство
Била је божанство „благословљене, блажене“ смрти, минион својих родитеља, Хада и Персефоне. Она је требало да буде милосрднија у односу на бога смрти Танатоса, а можда је некако била повезана са пролазом ка „острву блажених“.

## Хероина
Макарија је била кћерка Херакла и Дејанире, која је након очеве смрти са браћом побегла из Трахине у Атину, јер их је прогањао микенски краљ Еуристеј. Он је захтевао од атинског краља Тезеја да му преда избеглице, али је он то одбио и настао је рат између њих. Тада је пророчиште објавило да ће у том рату Тезеј победити само ако се једно од Хераклове деце својом вољом жртвује. Како би спасила браћу, Макарија се зато убила. Како би остала запамћена храброст ове девојке, извор у Атици је добио име по њој.